# Rečchu
Rečchu (abchazsky Речхәы, gruzínsky a megrelsky რეჩხი – Rečchi) je vesnice v Abcházii v okrese Tkvarčeli. Leží přibližně 37 km jihovýchodně od okresního města Tkvarčeli. Obec sousedí na západě a severu s Galchučem, na severu a východě s Gumryšem a na jihu přes Vodní nádrž Gali a řeku Chob s Machundžiou v okrese Gali.
Oficiálním názvem obce je Vesnický okrsek Rečchu (rusky Речхинская сельская администрация, abchazsky Речхәы ақыҭа ахадара). Za časů Sovětského svazu se okrsek jmenoval Rečchinšský selsovět (Речхинский сельсовет).

## Části obce
Součástí Rečchy jsou následující části:
- Rečchu (Речхәы)
- Abaažu (Абаажә)
- Abarula (Абарула)
- Akyndra (Ақындра)
- Acygmvja (Ацыӷмҩа)
- Acarbelra / Ocurbele (Аҵарбелра / Оҵурбеле)
- Biažu / Biažve (Биажә / Биашьве)
- Kalgy / Sakalbaio (Ҟалҕьы / Саҟалбаио)
- Mšiagvarta (Мшьиагәарҭа)
- Parto-Gali (Ԥарҭо-Ӷали)
- Pušut Igvavja (Ԥушьуҭ Игәаҩа)
- Reč Abaa / Rečchu Abaa (Реч Абаа / Речхә Абаа)
- Ut Ihusta (Ут иҳәысҭа)
- Chole (Холе)

## Historie
Na počátku 20. století se část obyvatel Rečchy považovala za Abchazy, ačkoliv se v obci již dávno mluvilo pouze megrelsky. Po vzniku Sovětského svazu byl Ručchu začleněn do okresu Gali a byla zde postavena gruzínská základní a střední škola. Do poloviny 20. století bylo zdejší obyvatelstvo již úplně gruzifikované.
V průběhu 19. a 20. století byly hranice obce několikrát překresleny a zrovna tak se měnil i statut obce. V 19. století bylo Rečchu ještě součástí obce Gali, ale po nastolení sovětské moci vznikl Rečchinský selsovět, jenž Rečchu rozdělil na dvě části a druhá půlka vesnice se stala součástí Rečcho-Cchirského selsovětu. V polovině 20. století byl Rečchinský selsovět zrušen a jeho území přešlo pod Rečcho-Cchirský selsovět. S blížícím se rozpadem Sovětského svazu byl Rečcho-Cchirský selsovět také zrušen a celá obec Rečchu byla přetransformována v nově vzniklý Rečchinský selsovět.
V druhé polovině 20. století byla vybudována Vodní nádrž Gali a na území obce Rečchu se nachází hráz.
Během války v Abcházii v letech 1992–1993 byla obec ovládána gruzínskými vládními jednotkami. Na konci této války naprostá většina obyvatel Rečchy uprchla z Abcházie, ale část uprchlíků se v roce 1994 vrátila domů. V porovnání se stavem před válkou počet obyvatel značně poklesl.
V roce 1994 bylo Rečchu, jenž se dříve oficiálně nazýval Rečchi, přejmenován současný název a převeden po správní reformě do nově vzniklého okresu Tkvarčeli. Dle Moskevských dohod z roku 1994 o klidu zbraní а o rozdělení bojujících stran byl Rečchu začleněn do nárazníkové zóny, kde se o bezpečnost staraly mírové vojenské jednotky SNS v rámci mise UNOMIG. Mírové sbory Abcházii opustily poté, kdy byla Ruskem uznána nezávislost Abcházie.

## Obyvatelstvo
Dle nejnovějšího sčítání lidu z roku 2011 je počet obyvatel této obce 730 a jejich složení následovné:
- 561 Gruzínů (76,8 %)
- 162 Megrelci (22,2 %)
- 4 Abchazové (0,6 %)
- 3 příslušníci ostatních národností (0,4 %)

Před válkou v Abcházii žilo v obci 675 obyvatel a v celém Rečchinském selsovětu 1202 obyvatel.